# Contea di Mason (Illinois)
La contea di Mason ( in inglese Mason County ) è una contea dello Stato dell'Illinois, negli Stati Uniti. La popolazione al censimento del 2000 era di 16 038 abitanti. Il capoluogo di contea è Havana.